# PAS 라미아 1964
PAS 라미아 1964(그리스어: Ποδοσφαιρικός Αθλητικός Σύλλογος ΛAMIA 1964, 영어: PAS Lamia 1964 FC)는 1964년에 창단한 그리스 라미아를 연고로 하는 프로 축구 클럽이다. 2017년 구단 역사상 처음으로 1부 리그로 승격해 8시즌 동안 잔류했다.

## 선수 명단

### 현역
참고: FIFA 자격 규정에 따라 소속된 국가대표팀 국기를 표시합니다. 선수는 복수의 FIFA 비회원국 국적을 가지고 있을 수 있습니다.
| 번호 | 포지션 | 국적                  | 이름          |
| ---- | ------ | --------------------- | ------------- |
| 27   | DF     | 보스니아 헤르체고비나 | 베다드 라도냐 |

| 번호 | 포지션 | 국적 | 이름 |
| ---- | ------ | ---- | ---- |